# Hohenzollernbrücke

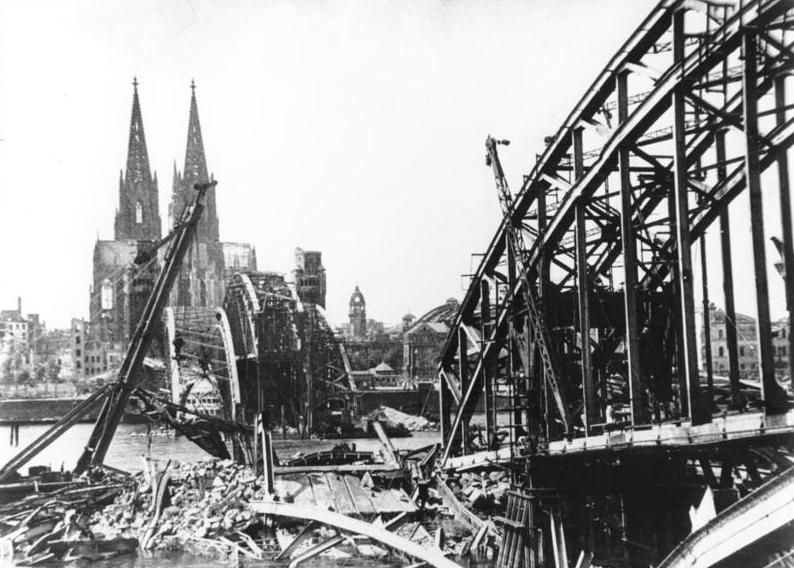
A felrobbantott Hohenzollernbrücke 1945-ben

A Hohenzollernbrücke egy vasúti híd a Rajnán Kölnben, Németországban. Eredetileg közúti-vasúti hídnak épült, de miután a második világháború után újjáépítették, a közúti forgalom megszűnt rajta. Jelenleg hat vasúti vágány és gyalogút halad keresztül rajta.
Napjainkban Németország legforgalmasabb vasúti hídja Köln Hauptbahnhof és Köln Messe/Deutz vasútállomás közötti vasúti forgalom halad át rajta (naponta kb. 1200 vonat).
A híd Köln város egyik jelképe, kedvelt fotótéma. A közelben található Kölni dóm tornyából sokan fotózzák mind a hidat, mind a rajta keresztülmenő vonatokat.

## Érdekességek
Itt is él az a hagyomány, hogy a híd korlátjára a szerelmesek lakatokat raknak szerelmük jelképeként.